# Jean-Antoine Injalbert
Jean Antoine Injalbert, född 23 februari 1845, död 20 januari 1933, var en fransk skulptör.
Injalbert av elev till Auguste Dumont, men bytte snart lärarens akademiska stil mot en mer realistisk. Bland Injalberts arbeten märks Hippomenes (1886, Luxembourgmuseet i Paris) och Titanbrunnen (1892, Béziers). Injalbert är även representerad på Glyptoteket i Köpenhamn med två mindre arbeten.

## Galleri

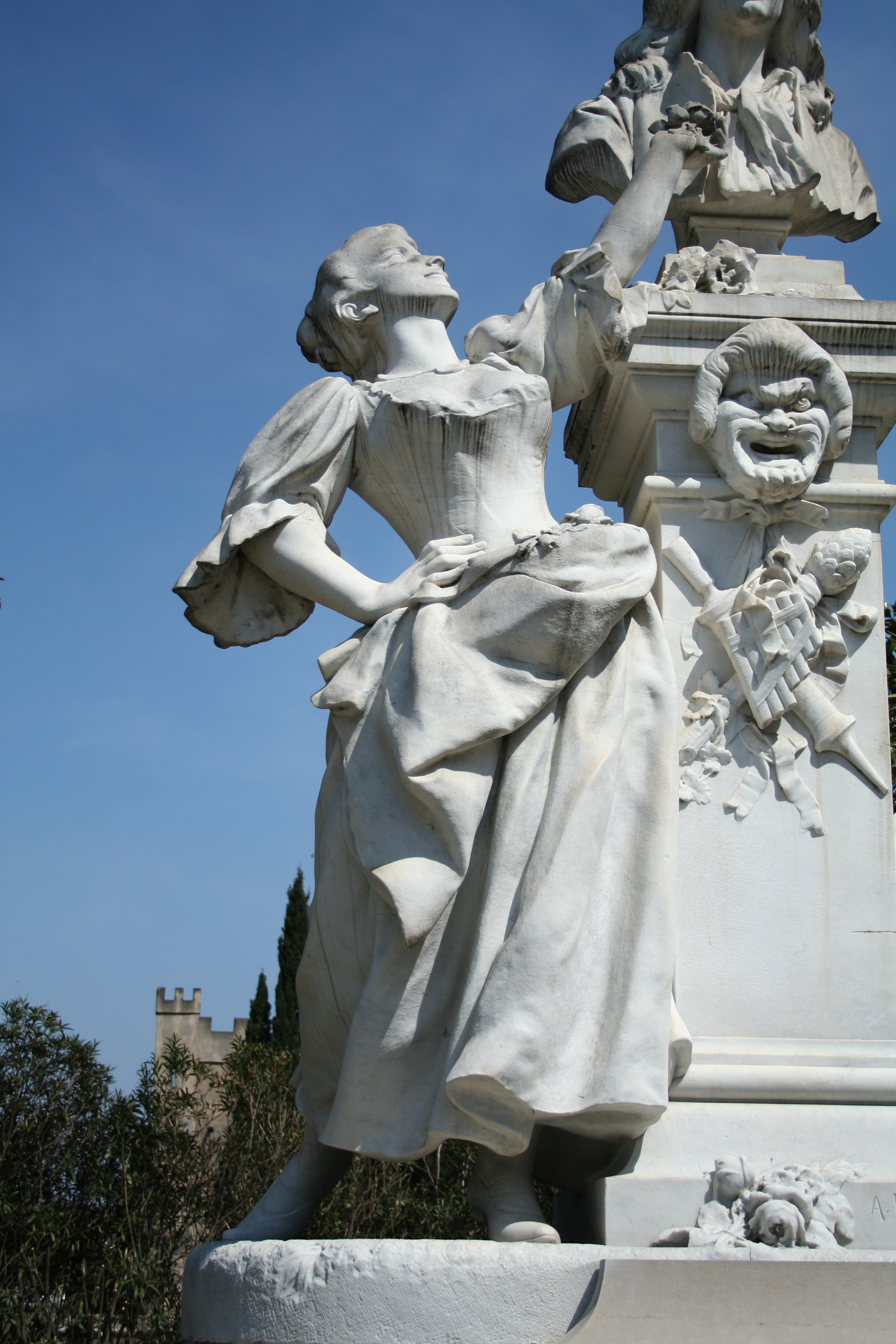
Detalj på Molière-skulpturen i Pézenas
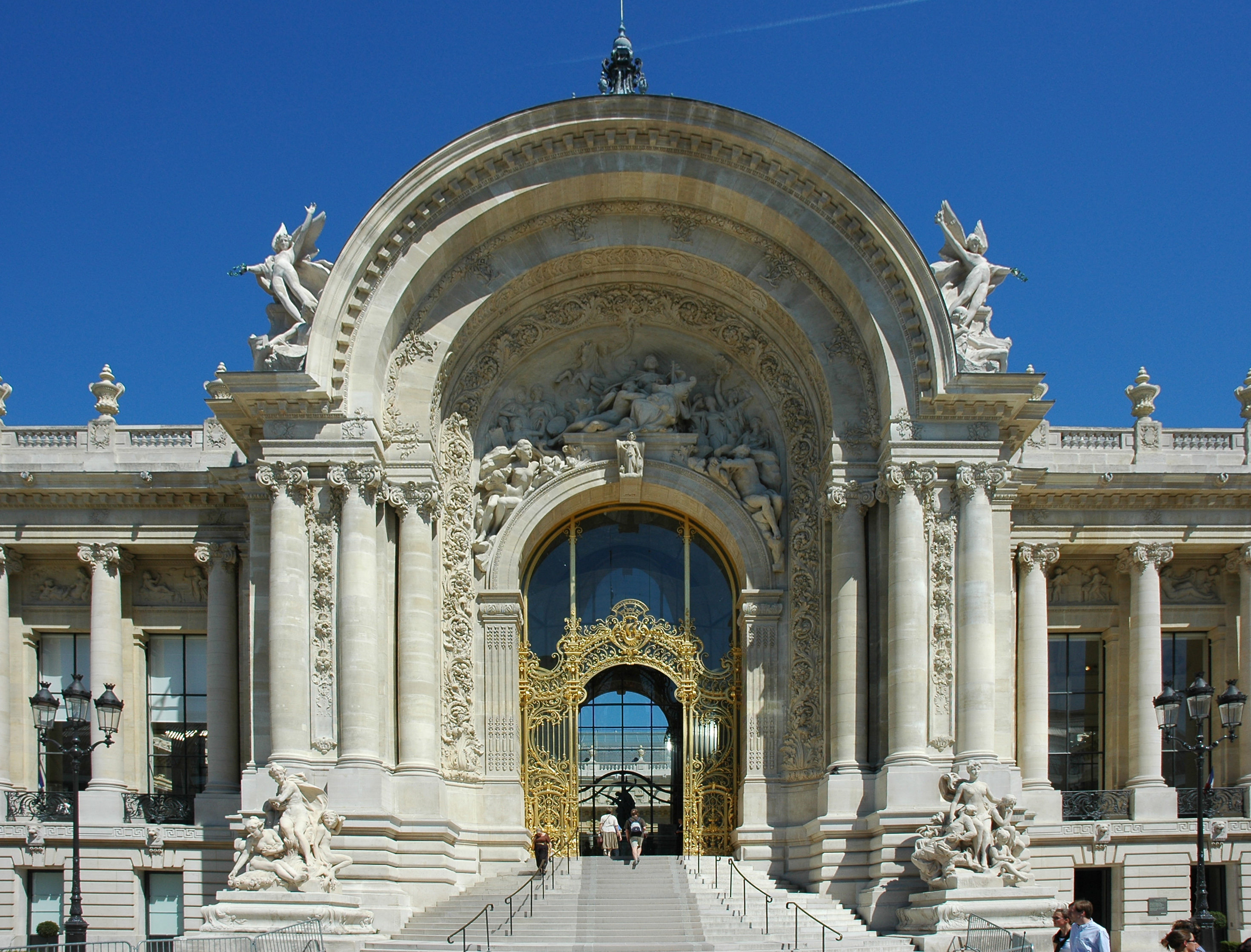
Petit Palais entré, Paris
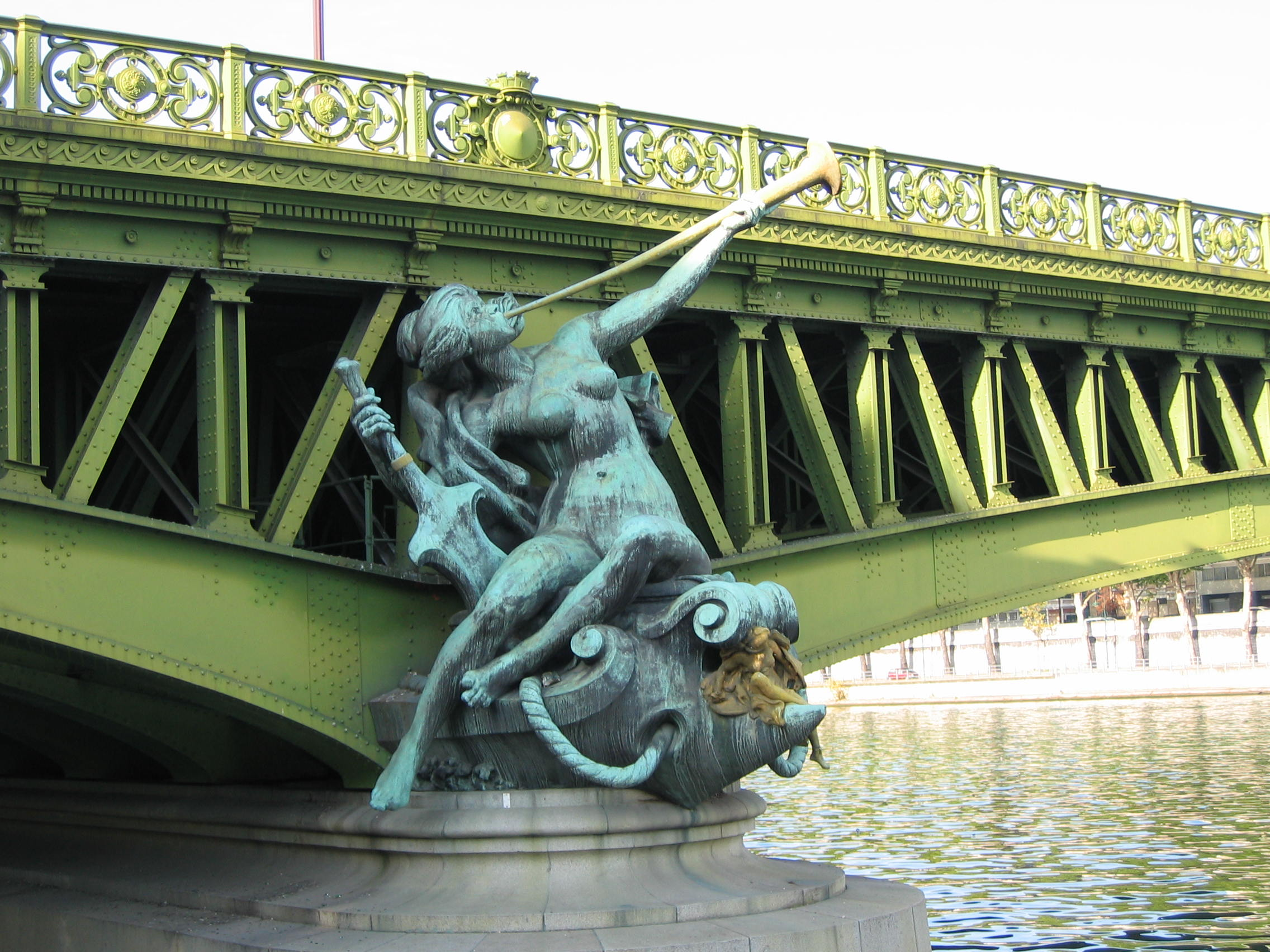
L'abondance vid Pont Mirabeau, Paris
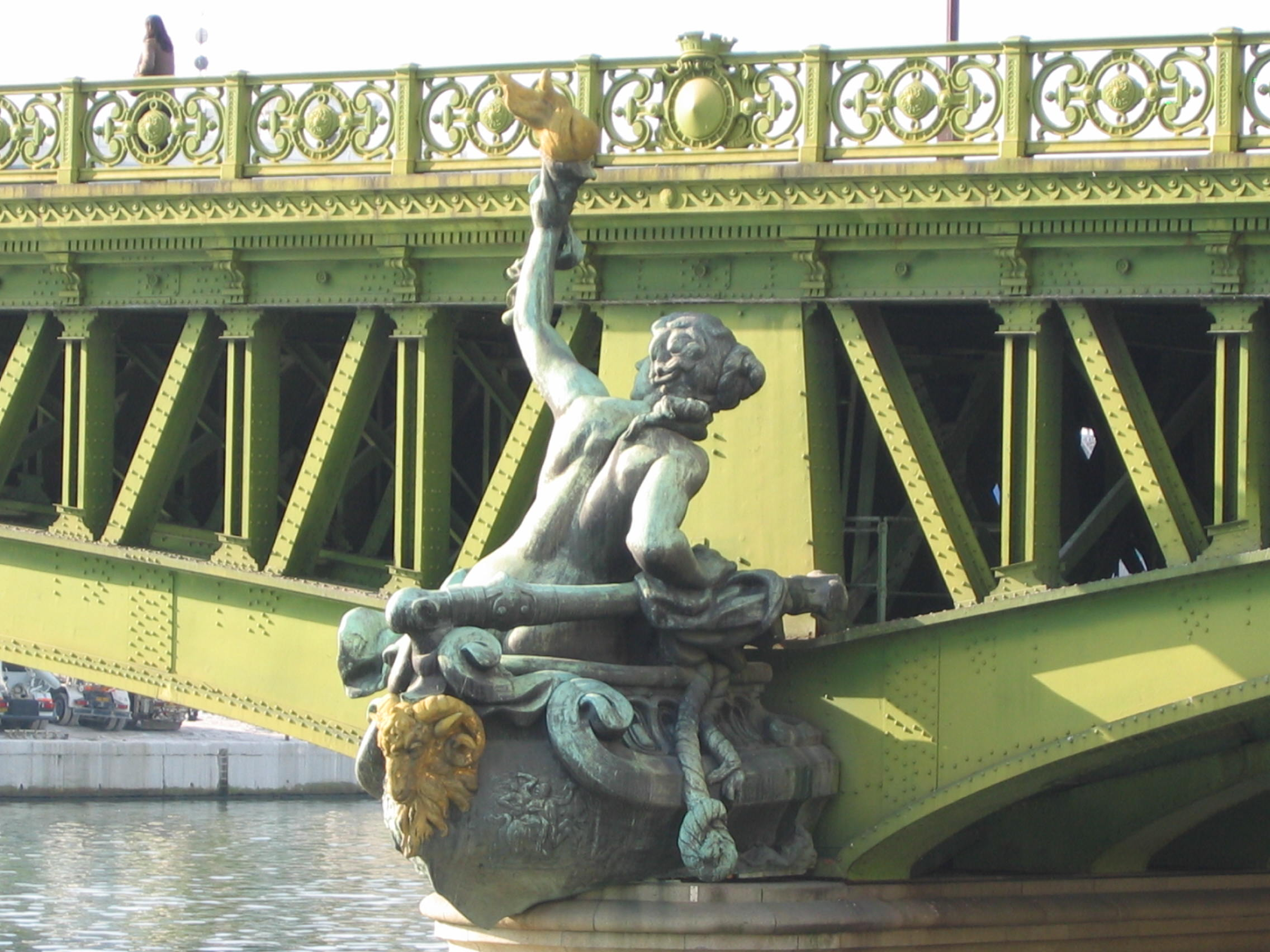
La navigation vid Pont Mirabeau, Paris
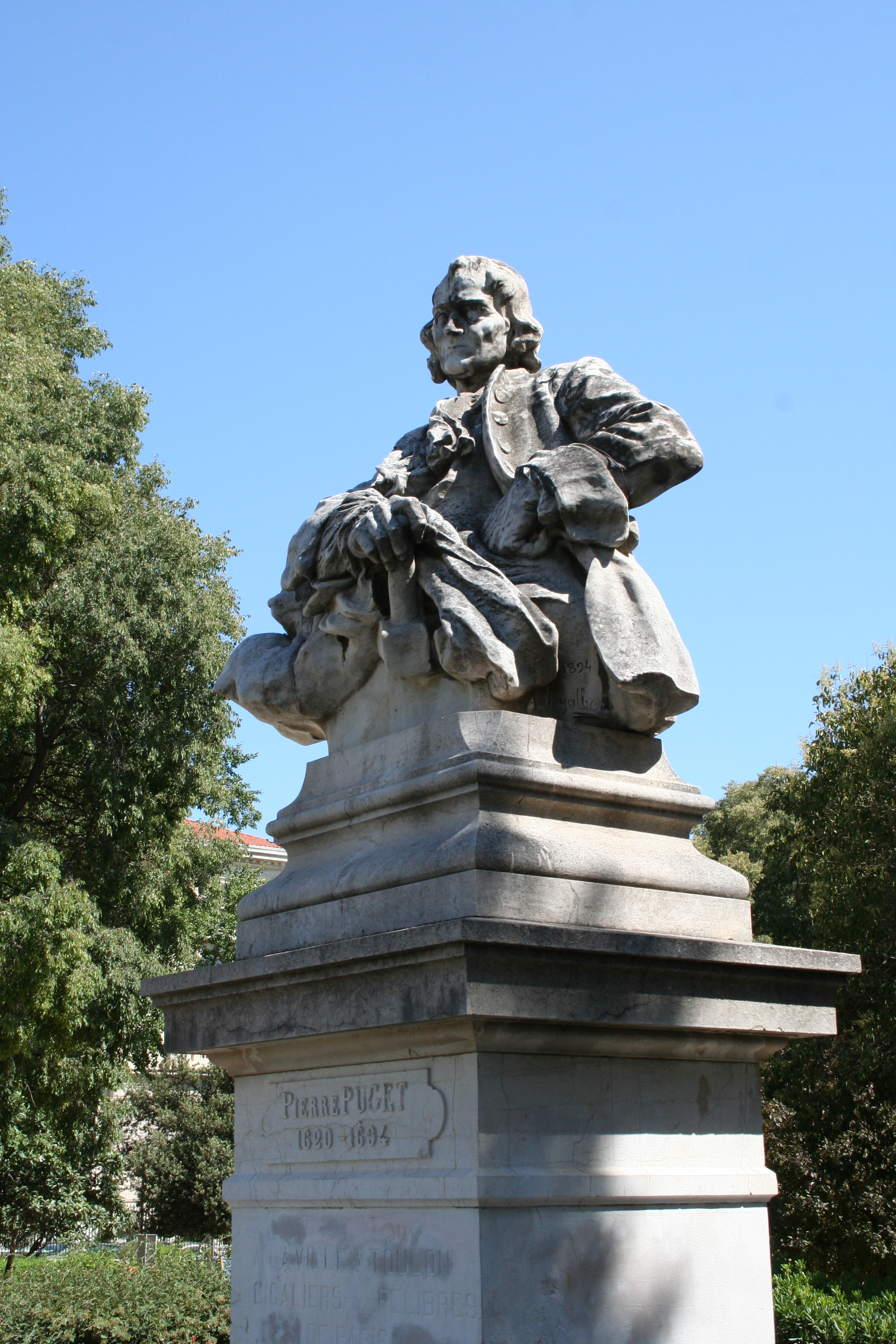
Pierre Puget, Toulon